# Ermita de la Virgen de la Vega (Serón de Nágima)
La ermita de la Virgen de la Vega, situada en el término municipal de Serón de Nágima (Provincia de Soria, comunidad autónoma de Castilla y León, España) se localizada en la margen derecha del río Nágima.

## Historia
El templo se construyó en 1688. Parece ser que existió una ermita más antigua en el emplazamiento donde se encuentra la actual, existen algunos restos arqueológicos que se conservan en el atrio. Según la leyenda la imagen de la Virgen de la Vega fue ocultada durante las luchas entre las distintas religiones que convivían en estas tierras. Los santos debían ser escondidos para que no fueran quemados o profanados. Después de haber estado escondida durante siglos, fue hallada por un labrador, en el mismo lugar donde después se levantó el templo. Por miedo del robo de la imagen de la Virgen de la Vega, ésta permanece en la parroquia bien custodiada. Una copia de la original está instalada en esta ermita.

## Descripción
El templo tiene planta de cruz latina con cúpula y linterna sobre el crucero. Posee una espadaña en lo alto a los pies con dos vanos para las campanas. Es de mampostería y sillería, tiene 27 metros de longitud por 15 m de anchura. Tuvo casa para el santero y para el capellán actualmente convertidos en amplios salones que se conservan restaurados y amueblados. En el interior de la iglesia se encuentra el retablo de la Virgen de la Vega y otros dos de Santa Águeda y Santa Lucía. La ermita posee coro y camarín de la Virgen.

## Culto
La ermita de la Virgen de la Vega es un templo religioso bajo la advocación de Virgen de la Vega, santa patrona de la villa.

### Oración
En la romería a la Virgen de la Vega, se canta la siguiente oración:

De Serón en la vega

tu trono has alzado

de reina y señora.

Que Serón es tu pueblo

y te adora y te ofrece

su vida y su amor.

Del castillo ruinoso en la cumbre

hay un foco esplendente de luz

que a tus almas esparces las luces

y ese foco de amor eres tú.

- Datos: Q5836537